# Pedro Abelardo
Pedro Abelardo, en francés Pierre Abélard (Le Pallet, 1079-Chalon-sur-Saône, 21 de abril de 1142), fue un filósofo, teólogo, poeta y monje francés.
En la controversia filosófica, característica de la Edad Media, acerca de la naturaleza de los universales, sostenía las ideas del conceptualismo. Al mismo tiempo, polemizaba contra el realismo natural escolástico. En su libro Sic et non sostenía que la fe religiosa debía ser limitada a "principios racionales". Algunas de sus afirmaciones en materia teológica fueron condenadas como heréticas por las autoridades de la Iglesia católica.
Es reconocido por la crítica moderna como uno de los grandes genios de la historia de la lógica, de la que hacía uso a través de los géneros y técnicas de la diatriba dialéctica y un dominio silogístico profundo. Abelardo es también recordado, siglos después, en pleno Romanticismo, por la relación amorosa mantenida con Eloísa. A la vez autor de numerosos poemas, dedicó gran parte de su vida a la enseñanza y al debate.
Al parecer Abelardo, conocido en el Medioevo como Golias (‘Goliath’ en latín), estuvo particularmente orgulloso de este sobrenombre, firmando con él algunas de sus cartas. También era conocido como Peripateticus Palatinus debido a la influencia que ejerce Aristóteles de la mano de Boecio en él.

## Vida

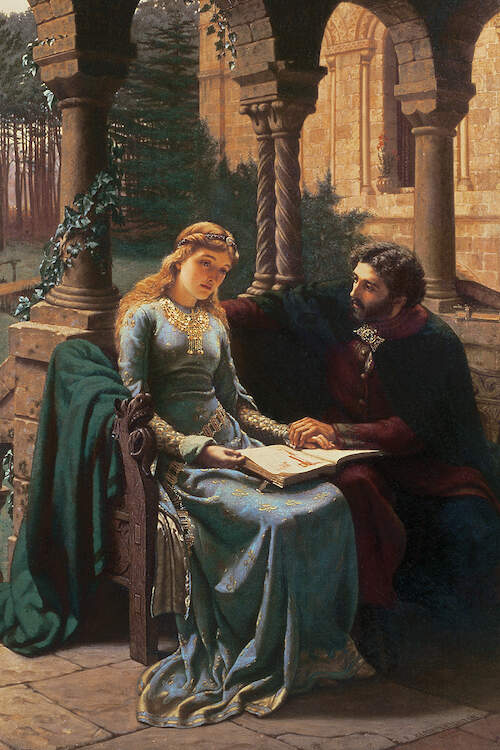
Abaelard und seine Schülerin Heloisa, cuadro del pintor Edmund Blair Leighton de 1882.

Gran parte de su vida es conocida gracias a su autobiografía, Historia de mis calamidades un escrito a modo de consolatoria como si lo escribiese a un amigo desafortunado. Aunque en ella se da una visión victimista por parte de su autor, nos sirve para hacernos una idea de la interesante y polémica vida de este peculiar genio.

### Primeros estudios e inicio de la docencia
Nació en la villa fortificada de Le Pallet (Bretaña, cerca de Nantes) en 1079. Su padre Berenger era hombre rico y le dio una educación esmerada. Abelardo se apasionó desde sus primeros años por el estudio; renunció a la carrera militar y estudió lógica y dialéctica. Imbuido por un espíritu combativo se dedicó a viajar por diversas provincias para disputar dialécticamente con aquellos que practicaban ese arte. Aunque no se menciona en la Historia Calamitatum, estudió Artes en Loches (al sur de Tours) entre los años 1095 y 1097, con Roscelino, considerado el padre del nominalismo. Aunque lo acusó de triteísta, este le influyó de forma marcada en su juventud.
A los veinte años Abelardo se trasladó a París, cuya escuela episcopal era, a la sazón, la más famosa y la más concurrida; su jefe o cabeza era el archidiácono Guillermo de Champeaux. Teniendo a Guillermo como profesor estudió en París primeramente retórica, gramática y dialéctica, las disciplinas del trivium preparatorio de la formación de la época durante los años 1098 y 1100; posteriormente estudió aritmética, geometría, astronomía y música, que componían el quadrivium de estudios más avanzados en el año 1108, también con Guillermo, con lo que obtuvo el título de Maestría en Artes.
Hacia 1112 se inició en la docencia en Melun, Corbeil, y más tarde en la colina de Sainte-Geneviève, cerca de París, ciudad donde Guillermo enseñaba y donde fundaría la escuela en la ermita de San Víctor. Abelardo consiguió que los alumnos de Guillermo lo dejaran por él ridiculizándolo en público por su realismo ingenuo. Mientras Guillermo de Champeaux abandonaba la enseñanza para refugiarse en San Víctor, entre 1112 y 1113 Abelardo se trasladó a Laon, ciudad situada al noreste de París. Al igual que hizo con Guillermo, ridiculizó y rebatió a su profesor de teología, Anselmo de Laon, ganándose su enemistad. Al igual que en el caso anterior en su autobiografía culparía de sus problemas a la envidia y los celos.
En el 1114 regresó a París y triunfó en la escuela catedralicia de Notre-Dame como maestro laico, pero sus adversarios aprovecharon su relación con Eloísa para echarlo. Su escuela fue tan famosa que, según dice Guizot, se educaron en ella un papa (Celestino II), diecinueve cardenales, más de cincuenta obispos y arzobispos franceses, ingleses y alemanes, y un número mucho mayor de controversistas, entre ellos Arnaldo de Brescia.

### Relación con Eloísa

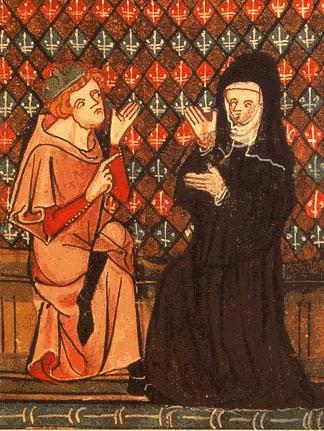
Abelardo y Eloísa.

Además de la práctica de la enseñanza, Abelardo se dedicó a la música, componiendo en lengua romance y lenguaje sencillo canciones que solazaban extraordinariamente a las damas, y divertían sobremanera a los estudiantes.
En 1115 conoció a Eloísa, sobrina de Fulberto, canónigo de la Catedral de París, quien le confió su educación. Eloísa y Abelardo se convirtieron en amantes manteniendo su relación en secreto, hasta que en 1119 Eloísa tuvo un hijo, que sería llamado Astrolabio.
Abelardo secuestró a Eloísa y la llevó a casa de su hermana en Le Pallet. Abelardo insistió en casarse con Eloísa, quien se oponía por considerar que un hombre de ciencia no podría dedicarse a una familia, y finalmente la boda se celebró en secreto. Sin embargo Fulberto difundió la noticia y Abelardo envió a Eloísa al monasterio de Argenteuil. Fulberto consiguió entonces sobornando a un criado entrar con algunos servidores en el cuarto de Abelardo y lo castraron. El criado y uno de los agresores fueron presos y castigados con igual mutilación y la ceguera, mientras que el canónigo Fulberto fue desterrado de París y se le confiscaron sus bienes. Abelardo por su parte, se escondió humillado como monje en Saint-Denis, y dispuso que Eloísa se hiciera monja en Argenteuil.

### Retorno a la enseñanza y concilio de Soissons
En el año 1120, ya recuperado del trauma, marchó a Provins donde volvió a la enseñanza consiguiendo reunir numerosos discípulos. Allí protagonizó la polémica con Roscelino, plasmada en el De unitate et trinitate divina.
Entre 1121 y 1122 su obra y su persona fueron cuestionadas a raíz de denuncias formuladas por Alberico y Lotulfo, alumnos de los ya fallecidos Guillermo y Anselmo de Laon, por lo que se lo invitó a dar explicaciones ante el Concilio de Soissons. Al llegar Abelardo, comprendió que le habían tendido una trampa y, que sus enemigos ya habían convencido al pueblo y a los jueces de que era un hereje. Al presentarse ante los jueces no se le dejó hablar y sin posibilidad de defenderse debió escuchar su veredicto, se vio obligado a quemar personalmente su obra y tuvo que aceptar la prohibición de enseñar.
Después de una corta estancia en el monasterio de Saint-Médard, en 1123 volvió a Saint-Denis, donde en un principio se lo acogió con simpatía. Pero pronto volvió a ganarse enemigos al negar el origen apostólico de Dionisio Areopagita, argumentando que según los textos durante la época en la que se fundó la abadía Dionisio no podía estar en aquel lugar. Así, provocó un nuevo escándalo y fue obligado a retirarse en soledad cerca de Nogent-sur-Seine, en Troyes, donde fundó la escuela del Paráclito.

### El Paráclito
Durante el periodo comprendido entre los años 1123-1125 y pese a las acusaciones, su fama le permitió reunir un gran número de discípulos. Provocó nuevas polémicas, sobre todo con san Norberto, fundador en 1120 de la orden de canónigos regulares, con la orden de los premonstratenses y con Bernardo de Claraval, abad de Clairvaux, cercana a la escuela del Paráclito. Bernardo, quien había fundado pocos años antes el monasterio de Claraval, era de un rigor y severidad extremos y encabezaba una corriente de fuerte crítica a la influencia helénica y arábiga sobre la teología cristiana. Su vehemente crítica de la metodología y enseñanzas de Abelardo le hicieron temer justificadamente una nueva acusación de herejía.
En el año 1128 pasó por el monasterio de Saint-Gildas de Rhuys (Morbihan) y fue nombrado abad por los monjes; pese a lo cual dejaría en su autobiografía un retrato desfavorable de ellos. Un año más tarde consiguió establecer un monasterio en el Paráclito y el traslado de Eloísa como abadesa.
En 1132 abandonó Saint-Gildas. Durante esta época debió elaborar su autobiografía, Historia calamitatum. Según Juan de Salisbury (1110-1180), discípulo suyo en Sainte-Geneviève, entre los años 1136 y 1139 aproximadamente, Abelardo se vio nuevamente envuelto en polémicas, esta vez con la secta de los cornificienses, y era ya considerado el máximo maestro de lógica de su tiempo. Durante esta época inició la redacción de su Ética (Scito te ipsum), obra que dejará inacabada.

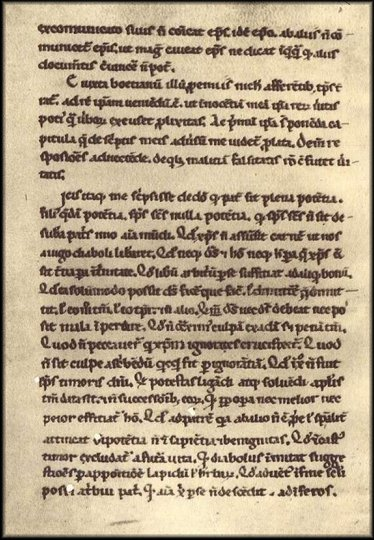
Ne iuxta Boetianum. Apologia contra Bernardum.

### Nuevas acusaciones: concilio de Sens
En 1139 el cisterciense Guillermo de Saint Thierry (1085-1148) reunió diecinueve proposiciones supuestamente heréticas de Abelardo y Bernardo de Claraval las remitió a Roma con tratado acusatorio para su condena, visitando luego a Abelardo para que se retractara.
Abelardo solicitó una discusión pública en un sínodo, pero en 1140 el sínodo de Sens exigió a Abelardo retractarse sin más discusión. Abelardo decidió recurrir al papa Inocencio II y en 1141 marchó a Roma, pero en el camino tuvo noticias de que el papa había firmado la propuesta de Sens y se le condenaba por hereje a perpetuo silencio como docente. Durante ese año redactó una Apología o Confesiones de fe, una especie de retractación, elaboró el Diálogo entre un filósofo, un judío y un cristiano (inacabado) y terminó la última versión del Sic et non. Fue trasladado al monasterio de Cluny, aunque poco después volvería a desplazarse por razones de salud a un monasterio ligado al de Cluny, el de Saint-Marcel.
El 21 de abril de 1142, a la edad de sesenta y tres años, murió en su retiro en el monasterio de Saint-Marcel, en Chalon-sur-Saône. Su cuerpo fue llevado al Paráclito y Eloísa, fallecida veintidós años más tarde, fue enterrada junto a él. Desde 1817 los dos cuerpos descansan juntos en una misma tumba en el cementerio parisino de Père-Lachaise.

### Aportes

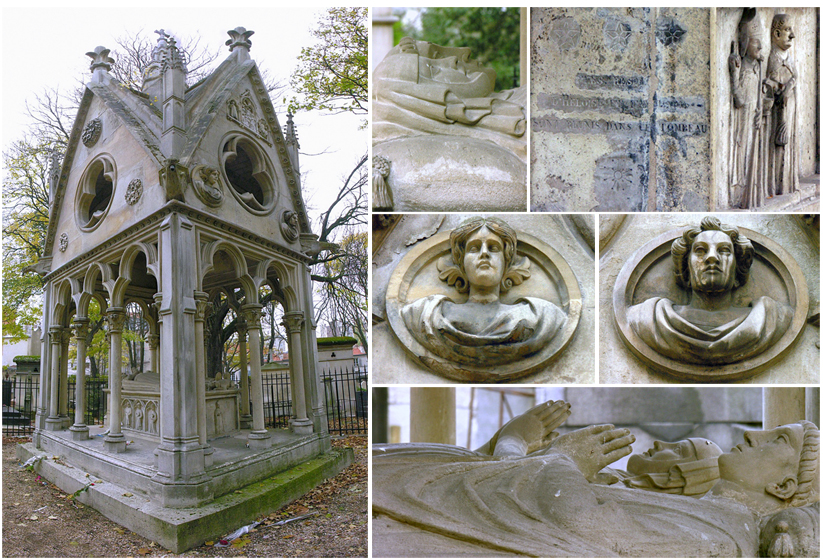
Tumba de Abelardo y Eloísa en el Père-Lachaise de París.

Con Pedro Abelardo se llega al punto álgido en la crítica del realismo que había comenzado Roscelino de Compiegne. Con el nominalismo tanto Abelardo como sus seguidores realizaran un cambio de gran importancia afirmando que no existen realidades universales si no solamente cosas singulares. Los universales son meros nombres o conceptos elaborados por el entendimiento. Lo que importa es el individuo, su conciencia y su responsabilidad.
Su método es a la vez causa y consecuencia de su epistemología. El conceptualismo, influido por el nominalismo de Roscelino, supone una crítica frontal al realismo ingenuo de la visión agustiniano-neoplatónica. Abelardo considera el lenguaje como un mundo interdependiente del sujeto y de la realidad externa, algo completamente original para su época, es un pequeño giro lingüístico dentro de su época. Frente al problema de los universales, el realismo imperante, fuese ingenuo o crítico, consideraba que los universales existen como entidades, mientras que para el nominalismo sólo existen en la mente. Para Abelardo los universales son categorías lógico-lingüísticas que relacionan el mundo mental con el físico.
Su aportación en ética es también sumamente original, ya que afronta una tarea sin precedentes. Con su peculiar libro, Abelardo pretendía, por un lado, terminar con el moralismo preceptivo de la moral penitencial, y por otro, superar el pesimismo agustiniano. Fiel a su método, parte de un análisis de conceptos tales como pecado o virtud para redefinir así la ética. Es sin duda una obra que rompe con la tradición cristiana, que no hacía más que recopilar y repetir textos. Las ocho sentencias condenadas en Sens a instancia de Bernardo de Claraval estaban totalmente descontextualizadas.
Con el nominalismo de Abelardo el comportamiento moral esta cifrado en la conciencia de cada individuo siendo el fundamento de la moralidad el consentimiento personal y libre del individuo en su actuación.

## Obra
Aparte de la peculiar Historia de mis calamidades, la producción de Abelardo se extiende sobre los campos de la lógica y teoría del conocimiento, teología, ética y apologética.
Lógica
- Comentarios a la logica vetus aristotélica, a Porfirio y a Boecio.
- Su Dialéctica (1141) es un tratado completo de lógica compuesto para los hijos de su hermano Dagoberto (se ha perdido la introducción). En él reproduce casi literalmente lo que escribió Boecio en De consolatione Philosophiae:Homo est rationale animal atque mortale así como la explicación etimológica de hombre según Boecio ("Homo" ab "humo" nominatus est). Con ello subraya la pertenencia del hombre al mundo.

Teología
- De unitate et trinitate divina o Theologia summi boni. Escrito entre 1119 y 1120, fue su primer tratado teológico salido de las clases que impartió en San Denis. En él aplica los razonamiento filosóficos a los enunciados de la fe en un intento de hacerlos más inteligibles. Fue un opúsculo condenado en Soissons (1121).
- Theologia christiana. Introductio ad theologiam, una «summa», sólo se conserva el primer tercio y algunas sentencias que fueron condenadas en Sens (1141). En este escrito resalta la identidad de la filosofía con la inteligibilidad de la ley natural, en cuanto a la esencia y objeto del filosofar
- Sic et non, textos contradictorios sobre ciento cincuenta y ocho cuestiones: Son discusiones sobre afirmaciones y negaciones de la misma cosa, un método dialéctico, anticipación a la quaestio escolástica.

Ética y apologética
- Scito te ipsum (Ethica). Esta dedicado a resaltar la naturaleza del pecado al que diferencia de la mala voluntad. Fueron condenadas diversas sentencias en Sens (1141).
- Diálogo entre un filósofo, un cristiano y un judío. En él afirma que la ética es la primera de todas las disciplinas morales y las artes pues guía al hombre a la consecución del bien supremo.

En castellano se encuentran traducidas las siguientes obras: 
- Conócete a ti mismo, o Ética, estudio preliminar, traducción y notas de Pedro Santidrián, Colección Clásicos del Pensamiento 77, ed. Tecnos (1991), Madrid; reimpresa en Col. Grandes Obras del Pensamiento 40, ed. Altaya (1994), Madrid.
- Ética, Col. Biblioteca de Iniciación Filosófica 116, estudio preliminar, traducción y notas de Ángel Cappelletti, ed. Aguilar (1971), Buenos Aires.
- Cartas de Abelardo y Eloísa – Historia calamitatum, estudio preliminar, traducción y notas de Pedro Santidrián y Manuela Astruga, ed. Olañeta, Palma de Mallorca (1982); más asequible en Libro de Bolsillo, Alianza Editorial (1983).
- Cartas de Abelardo y Eloísa, estudio preliminar, traducción y notas de Natalia Jakubecki  y Marcela Borelli, ed. La parte maldita (2013), Buenos Aires.
- Diálogo entre un filósofo, un judío y un cristiano, Yalde, Zaragoza (1988); existe una edición bilingüe (latín/castellano), anotada y traducida por Silvia Magnavacca,  en ed. Losada, Biblioteca de Obras 30 (2003).

### Obra como músico
Abelardo también fue un importante compositor y poeta. 
Compuso canciones de amor para Eloísa, las cuales no han sobrevivido. Posteriormente compuso aproximadamente cien himnos para el Monasterio de Argenteuil, lugar donde se había retirado Eloísa. Asimismo, compuso seis plancti (lamentos) bíblicos, muy originales y que influyeron en el posterior nacimiento del lay, un tipo de canción que floreció en el norte de Europa durante los siglos XIII y XIV.

## Goliardía antigua y moderna
Despectivamente, Bernardo de Claraval lo llamó en sus cartas Golias, que no sería otro que Goliath en latín. Es a ese sobrenombre de Pedro Abelardo que se debe el término ‘goliardo’. Este término fue adoptado después por los estudiantes universitarios boloñeses a finales del siglo XIX, cuando se fundó el movimiento impulsado por Giosuè Carducci, entonces profesor de la Facultad de Letras local, quien asistió en Alemania a manifestaciones estudiantiles similares a lo que después se convertiría en el modus operandi de la goliardía moderna.